# Maria W. Stewart

Maria W. Stewart

Maria W. Stewart (geboren 1803 als Maria Miller; gestorben am 17. Dezember 1879 in Washington, D.C.) war eine amerikanische Lehrerin, Journalistin, Kämpferin gegen die Sklaverei und Frauenrechtlerin.

## Leben
Stewart wurde 1803 als Maria Miller in Hartford (Connecticut) geboren. Ihre Eltern, freie Afroamerikaner, starben, als ihre Tochter fünf Jahre alt war, das Mädchen wurde bei einem Pfarrer und seiner Familie in Betreuung gegeben. Sie lebte als Dienerin in diesem Haushalt bis zum Alter von 15 Jahren, ohne irgendeine formale Bildung zu erhalten. Zwischen dem 15. und 20. Lebensjahr besuchte Maria die Sabbatschule vor den sonntäglichen Gottesdiensten und entwickelte eine lebenslange Nähe zu religiöser Arbeit.
Am 10. August 1826 heiratete Maria Miller James W. Stewart, einen unabhängigen Schiffsmakler, sie wurden von Reverend Thomas Paul, dem Pastor des African Meeting House, in Boston getraut. Sie nahm den Nachnamen und auch die mittlere Initiale ihres Mannes als Namen an. Die Ehe blieb kinderlos, ihr Ehemann starb bereits 1829. Die Nachlassverwalter verwehrten seiner Witwe zunächst jeglichen Zugriff auf das Erbe. James hatte jedoch im amerikanisch-britischen Krieg (1812–1815) gedient und ein neues Gesetz erlaubte Witwen von Kriegsteilnehmern den Bezug der Rente ihrer Ehemänner.
Stewart war die erste Amerikanerin, die – völlig ungewöhnlich für das frühe 19. Jahrhundert – vor einem Publikum sprach, in dem sowohl Männer wie Frauen, Weiße und Schwarze saßen. Als erste afroamerikanische Frau hielt sie Vorträge über Frauenrechte, wobei sie sich vor allem auf die Rechte schwarzer Frauen konzentrierte, sie sprach über Religion und soziale Gerechtigkeit gegenüber der schwarzen Bevölkerung. Stewart war darüber hinaus die erste Afroamerikanerin, die öffentliche Reden gegen die Sklaverei hielt. Dies geschah alles zu Zeiten, da in den USA das diskriminierende Stereotyp des Jim Crow als das gesellschaftliche Bild von den Schwarzen weit verbreitet war.
Von ihren Vorträgen haben sich Abschriften erhalten. Stewart sprach von Reden und nicht von Predigten trotz ihres liturgischen Sprachstils und häufiger Bibelzitate. Afroamerikanische Predigerinnen dieser Zeit wie Jarena Lee, Julia Foote und Amanda Berry Smith wurden zweifelsohne von ihr beeinflusst, und auch Sojourner Truth benutzte später für ihre Vorträge einen ähnlichen Stil. Stewart hielt ihre Reden in Boston bei Organisationen wie der African-American Female Intelligence Society.
David Walker, ein wohlhabender Textilhändler, war ein prominentes Mitglied der General Colored Association und unterstützte Stewart. Im Haus in der Joy Street 81, wo Walker und seine Frau von 1827 bis 1829 lebten, fand auch Maria Stewart eine Wohnung. Als einer der führenden Köpfe der afroamerikanischen Gemeinde in Boston verfasste Walker 1829 einen hochkontrovers diskutierten Text über die Beziehungen zwischen den Rassen unter dem Titel David Walker’s Appeal to the Coloured Citizens of the World. 1830 wurde er tot außerhalb seines Ladens aufgefunden. Dies und der vorausgegangene Tod ihres Ehemanns lösten bei Stewart eine spirituelle Wiedergeburtserfahrung aus. Sie wurde eine lautstarke und streitbare Anwältin für »Afrika, die Freiheit und die Sache Gottes«. Sie trat jedoch wesentlich weniger militant als Walker auf und lehnte jede Rechtfertigung von Gewalt ab. Stattdessen propagierte Stewart eine Sonderstellung, ein spezielles Band, das sie zwischen Gott und den Afroamerikanern sah. Sie forderte soziale und moralische Fortschritte ein, wobei sie heftig gegen die soziale Situation der Afroamerikaner in den verschiedensten gesellschaftlichen Bereichen protestierte.
1831 veröffentlichte Stewart ein kleines Pamphlet mit dem Titel Religion und die reinen Grundsätze der Moral, die sichere Grundlage, auf die wir bauen können. 1832 gab sie eine Sammlung religiöser Meditationen aus der Feder von Mrs. Maria Stewart heraus. Im Februar 1833 wandte sie sich an die Bostoner afrikanische Freimaurerloge, um dort Vorträge zu halten. Ihr Vorwurf, dass schwarze Männer »weder Ambition noch den erforderlichen Mut« hätten, führte jedoch zu einem Tumult im Publikum, worauf sich Stewart entschloss, keine weiteren Vorträge mehr zu halten. William Lloyd Garrison, ein befreundeter Zeitungsverleger und die zentrale Persönlichkeit der sogenannten Abolitionisten, d. h. der Bewegung zur Abschaffung der Sklaverei, veröffentlichte alle von ihr geschriebenen und gehaltenen Reden in seiner Zeitschrift The Liberator und engagierte Stewart als Autorin für seine Zeitung.
Ihre letzte Rede hielt sie am 21. September 1833 im Unterrichtsraum des African Meeting House, heute bekannt als die Belknap Street Church und Teil des Bostoner Black Heritage Trail. Danach zog sie nach New York, wo ihre gesammelten Werke 1835 veröffentlicht wurden. Sie unterrichtete als Lehrerin, engagierte sich in der Anti-Sklaverei-Bewegung und im Literaturbetrieb. Später lebte sie in Baltimore und schließlich in Washington, D.C., wo sie Leiterin des Freedmen’s Hospital und des Asylums in Washington wurde, der medizinische Schule der Howard University, die 1867 unter Präsident Andrew Johnson als damals rein afroamerikanische Universität gegründet worden war und sich zunächst vor allem um die Versorgung der im amerikanischen Bürgerkrieg verwundeten Afroamerikaner kümmerte.
Sie starb am 17. Dezember 1879 in »ihrem« Freedmen’s Hospital und wurde auf dem Graceland Cemetery in Washington, D.C., beigesetzt.

## Wirken
In ihren Schriften fand Stewart eine überzeugende Darstellung der beklagenswerten Lage der schwarzen Amerikaner. Sie sagte: »Jeder Mensch hat das Recht, seine Meinung zu sagen. Viele denken, dass ihr einer minderwertigen Rasse von Lebewesen angehört, weil eure Haut einen dunklen Farbton hat … Doch mit welchem Recht sollte ein Wurm zum anderen sagen: ›Halte du dich hier unten, während ich mich über dich erhebe, weil ich besser bin als du!‹ Es ist nicht die Farbe der Haut, die den Menschen ausmacht, sondern das Prinzip, das in seiner Seele angelegt ist.« 
Nach ihrer Überzeugung konnte nur Bildung und religiöse Erneuerung die Schwarzen aus Unwissenheit und Armut herausführen. Sie empfahl ihnen, ihre Talente und geistigen Fähigkeiten weiterzuentwickeln, ein moralisches Leben zu führen und sich dem Kampf gegen Rassismus zu widmen. Sie forderte ihre Zuhörer auf, dem Mut der Pilgerväter und der amerikanischen Revolutionäre bei der Forderung nach Freiheit nachzueifern. Als praktische Konsequenz aus ihren Überzeugungen gründete sie eine Schule für Kinder von entlaufenen Sklaven.
Zur rechtlichen, ökonomischen und gesellschaftlichen Stellung von Afroamerikanern betonte sie, dass diese nicht nur der Sklaverei im Süden unterworfen waren, sondern auch dem Rassismus und den wirtschaftlichen Strukturen im Norden.
Bei einem Treffen, bei dem sich Nordamerikaner versammelten, um Maßnahmen gegen die Behandlung von Afroamerikanern im Süden zu kritisieren und zu planen, stellte sie in Frage, ob nicht sowohl die unmenschliche Versklavung des Südens wie auch die vermeintlich normalen Strukturen des Kapitalismus im Norden moralisch zu verurteilen seien. Sie betonte, dass die Verdrängung der Afroamerikaner in den Dienstleistungssektor auch eine große Ungerechtigkeit und Verschwendung menschlichen Potenzials sei.
Sie klagte die Unterdrückung der Frau in der Gesellschaft an, aber auch in der afroamerikanischen Community, sogar in den schwarzen Kirchen, wo sie in dienende Positionen verwiesen würden, die für die Machtstruktur von Predigern, Diakonen und anderen männlichen Führern keine wirkliche Bedrohung darstellten.
Somit nahm sie Auseinandersetzungen über die Überschneidung von Rassismus, Kapitalismus und Sexismus vorweg, die später den feministischen Diskurs wesentlich mitbestimmten.

## Rezeption
Der Calendar of saints der Episkopalkirche der Vereinigten Staaten von Amerika erinnert jährlich am 17. Dezember an Maria W. Stewart zusammen mit William Lloyd Garrison.
Stewarts Proklamation von 1831

“O, ye daughters of Africa, awake! awake! arise! no longer sleep nor slumber, but distinguish yourselves. Show forth to the world that ye are endowed with noble and exalted faculties.”

„Ihr Töchter Afrikas, wacht auf! Erhebt euch! Schlaft oder schlummert nicht länger! Zeigt, wer ihr seid! Macht der Welt klar, dass ihr begabt seid mit edlen und herausragenden Fähigkeiten.“

inspirierte zum Titel von Daughters of Africa, einer internationalen Anthologie mit Texten von Autorinnen afrikanischer Herkunft, die 1992 von Margaret Busby in London und New York veröffentlicht wurde.

## Texte von Maria W. Stewart
- Friends of Freedom and Virtue, Nachdruck im The Liberator, Vol. 2, Nr. 46, 1832, Boston, S. 183.
- »A Lecture at the Franklin Hall, Boston, September 21, 1832« in: Early Negro Writing, 1760–1837, Dorothy Porter (Hrsg.), Black Classic Press, 1995, S. 136–140.
- »An Address delivered at the African Masonic Hall, Boston, February 27, 1833« in: Early Negro Writing, 1760–1837, Dorothy Porter (Hrsg.), Black Classic Press, 1995, S. 129–135.
- »On African Rights and Liberty«, in: Margaret Busby (Hrsg.): Daughters of Africa. Ballantine Books, 1994, S. 47–52.
- Meditations from the Pen of Mrs. Maria W. Stewart: presented to the First African Baptist Church and Society, in the city of Boston. Boston, Garrison and Knapp, 1879.